# Katze im Regen

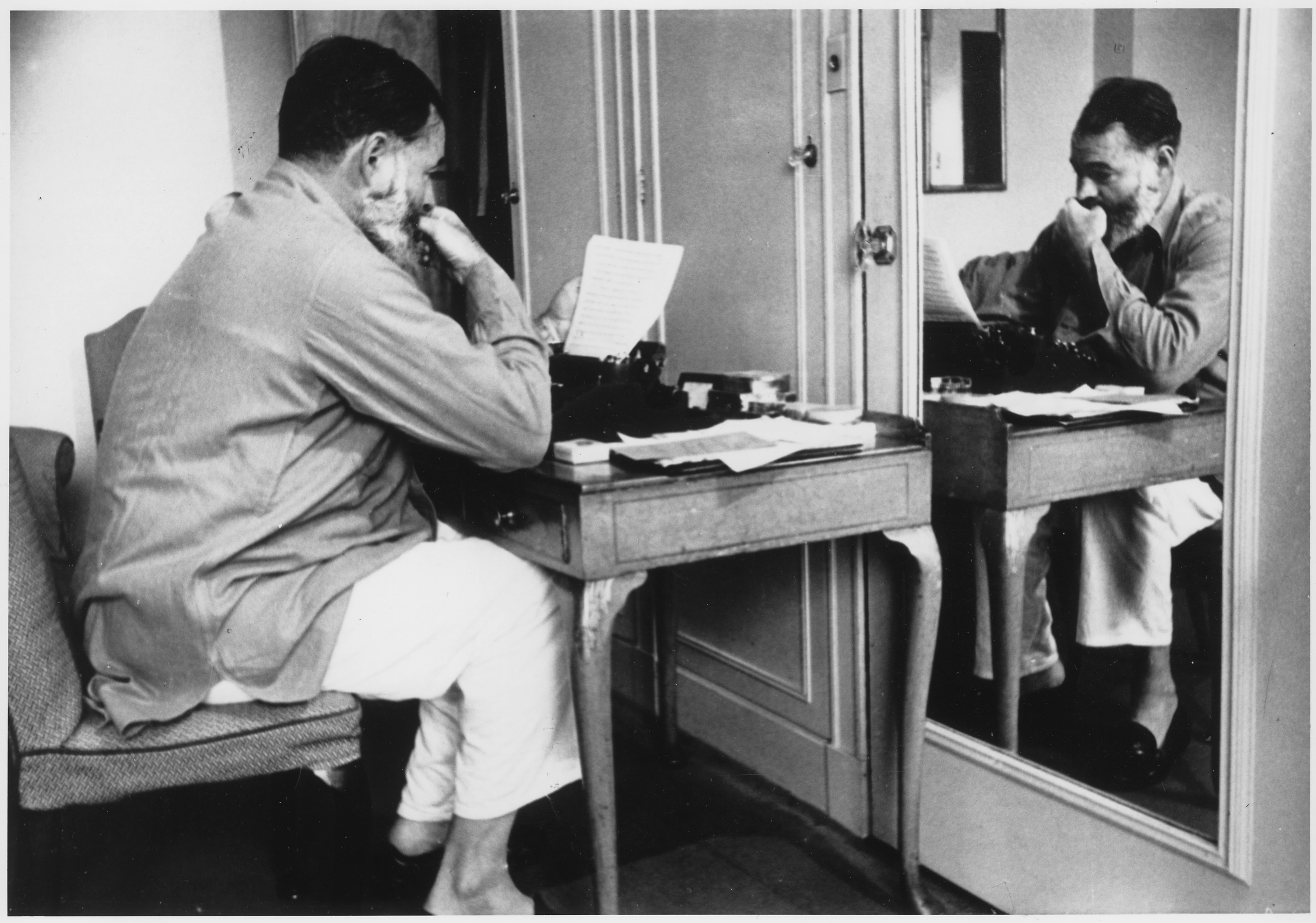
Ernest Hemingway als Schriftsteller im Hotel 1944 bei der Arbeit

Katze im Regen (Originaltitel: Cat in the Rain) ist eine 1923 verfasste Kurzgeschichte von Ernest Hemingway, die erstmals 1924 in Paris und 1925 in New York in seiner Anthologie In Our Time (deutscher Titel: In unserer Zeit) erschien. Sie handelt von einem amerikanischen Ehepaar, der Entwicklung und den Bedürfnissen der Frau sowie der Krise in der Paarbeziehung während eines Urlaubs in Italien.

## Inhalt

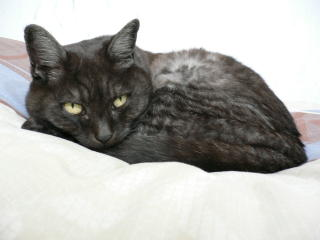
Foto Schildpattkatze

Wie in vielen Kurzgeschichten Hemingways ereignet sich inhaltlich nicht viel und der Leser muss zwischen den Zeilen lesen, um die Quintessenz und tiefere Bedeutung des Textes auszumachen.
Ein amerikanisches Ehepaar verbringt seinen Urlaub in einem italienischen Seebad. Aufgrund des andauernden Regens ist der Ort verlassen und menschenleer. Bei einem Blick aus dem Fenster sieht die Frau vor dem Hotel eine kleine Katze, die sich unter einem Tisch vor dem Regen zu schützen sucht. Sofort äußert sie den Wunsch, die Katze zu holen und zu behalten, worauf ihr Mann jedoch sehr gleichgültig reagiert. Er liest ein Buch und kümmert sich nicht sonderlich um seine Gattin, auch wenn er ihr beiläufig anbietet, das Kätzchen selbst zu holen.
Auf dem Weg nach draußen kommt die Frau mit dem Hotelbesitzer ins Gespräch, der sie sehr zuvorkommend und achtungsvoll behandelt. Sie mag ihn sehr und er schickt ihr ein Zimmermädchen hinterher, das ihr einen Regenschirm halten soll, damit sie nicht nass wird.
Doch als die Frau draußen angekommen ist, ist die Katze verschwunden, was die Frau sehr betrübt, da sie, wie sie sagt, so gerne ein Kätzchen gehabt hätte. Wieder auf ihrem Zimmer spricht sie erneut mit ihrem Mann. Sie betont  wiederholt ihren Wunsch nach einem Kätzchen und möchte auch ihre Haare wachsen lassen, da sie nicht mehr wie ein Junge aussehen wolle. Ihrem Gatten gefallen jedoch ihre kurzen Haare und er geht nicht auf ihre Äußerungen und Bedürfnisse ein. Die Frau hingegen beharrt auf ihrem Verlangen, "sofort eine Katze zu haben", wenn sie schon keine langen Haare und auch sonst kein Vergnügen haben dürfe.
Am Ende der Geschichte steht das Zimmermädchen mit einer großen Schildpattkatze vor der Tür und sagt, der Hotelbesitzer habe darum gebeten, sie der Frau zu bringen.

## Interpretationsansatz
Für die Frau bringt der Wunsch nach der Katze ihr Bedürfnis zum Ausdruck, aus dem trostlosen, einsamen und unerfüllten Ehealltag auszubrechen. Sie wünscht sich eine grundlegende Veränderung in ihrem eigenen Leben und in der Beziehung zu ihrem Mann. Sie sehnt sich nach Aufmerksamkeit, Geborgenheit, Wärme und Nähe. Ihr Verlangen, die Haare nicht mehr wie ein Junge kurz geschnitten zu tragen („clipped close like a boy’s“), an einem Tisch mit Silberbesteck und Kerzenlicht zu speisen und sich neue Kleider zuzulegen („And I want to eat at a table with my own silver and I want candles […] and I want some new clothes“) wird in verschiedenen Interpretationen der Geschichte als Ausdruck ihres Begehrens nach Feminität und romantischer Liebe gedeutet. Auf der symbolischen Bedeutungsebene spiegelt die kleine Katze zusammen mit dem Verweis der Frau auf ihre Sehnsucht nach dem Frühling („And I want it to be spring [...] and I want a kitty“) ihren Wunsch nach einer Schwangerschaft.
Das Befinden der Frau ist zugleich jedoch auch paradox. So verhält sie sich in ihrem Drängen nach der Katze nahezu kindlich, während ihr Wunsch, Verantwortung für ein Lebewesen zu übernehmen, ihr Streben nach Reife und Erwachsensein ausdrückt.
Der personale Erzähler weist mehrfach darauf hin, dass die Frau den Hotelbesitzer sehr mag, da er sie wie eine erwachsene Frau behandelt, sich ihr gegenüber aber zugleich fürsorglich und beschützend wie ein Vater verhält. Ihr Mann zeigt sich demgegenüber gleichgültig und desinteressiert; er geht in keiner Weise auf ihre Bedürfnisse ein und steht auch ihrem Wunsch, sich die Haare wachsen zu lassen, ablehnend gegenüber. Wie in der Kurzgeschichte an verschiedenen Stellen betont wird, zeigt er nur Interesse für seine Bücher („He was reading again“).
Auffällig ist auch in dieser Kurzgeschichte Hemingways die besondere Erzählweise, die sich auf kurze Verweise oder Andeutungen beschränkt und die Erschließung des eigentlichen Sinns der Imagination des Lesers überlässt (vgl. dazu auch Hemingways „Eisbergmodell“). So wird beispielsweise die knappe Beschreibung des Schauplatzes bereits am Anfang der Erzählung dazu genutzt, auf einer tieferen Bedeutungsebene ein Geflecht kontrastiver Todes- und Fruchtbarkeitssymbole einzuführen (vgl. beispielsweise die Verweise des Erzählers auf das Kriegsdenkmal und den Garten im Regen).
In einigen Biografien wird Katze im Regen als ein Tribut Hemingways an seine erste Frau Hadley angesehen. Die Geschichte behandle ihre Einsamkeit während des ersten Ehejahres, in dem sie von Hemingway nicht die ersehnte Aufmerksamkeit erhalten habe, sowie ihren Wunsch nach einer Schwangerschaft.

## Publikations- und Rezeptionsgeschichte
Die Kurzgeschichte wurde nach ihrer Veröffentlichung 1925 in New York in Hemingways Anthologie In unserer Zeit vor allem im amerikanischen, aber auch englischen Raum wohlwollend aufgenommen. Hemingway wurde von bekannten zeitgenössischen Schriftstellern wie Ford Madox Ford, John Dos Passos und F. Scott Fitzgerald für seinen präzisen Gebrauch der Sprache gelobt und galt sofort als einer der vielversprechendsten jungen Autoren Amerikas. Auch der englische Schriftsteller D. H. Lawrence zählte in einer Rezension von In Our Time die Geschichte zu den ausgezeichneten literarischen Skizzen Hemingways.
Wie bereits zuvor erwähnt gehen verschiedene Hemingway-Biografen heute davon aus, dass Katze im Regen eine Hommage an seine erste Frau Hadley gewesen sei und die Krise in der anfänglichen ehelichen Beziehung spiegele. Hadley soll des Weiteren während ihrer späteren Schwangerschaft eine Katze aus dem Regen gerettet haben, was Hemingway möglicherweise zu der Geschichte inspiriert habe.
Das in dieser Erzählung an hervortretender Stelle verwendete Motiv des Hinausstarrens aus dem Fenster als sinnbildlichem Ausdruck der Resignation findet sich auch in späteren Erzählungen Hemingways, beispielsweise in der 1927 veröffentlichten Kurzgeschichte In Another Country.

## Sonstiges
Hemingways Kurzgeschichte Katze im Regen inspirierte 2011 die Filmregisseure Matthew Gentile und Ben Hanks zu einem neunminütigen Kurzfilm mit Brian Caspe, Veronika Bellová and Curtis Matthew in den Hauptrollen.